# Terrella

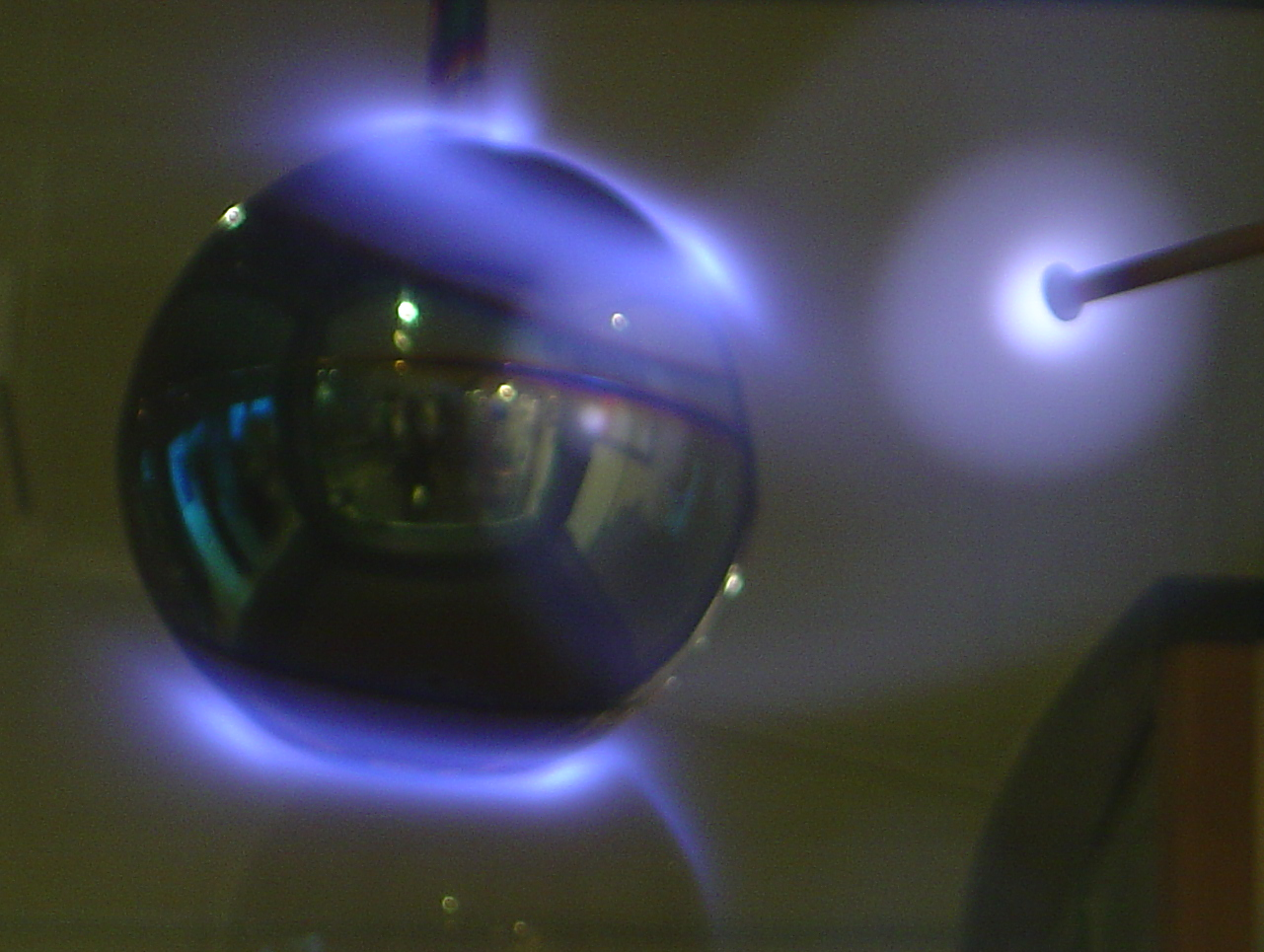
Um exemplo de uma terrella

Terrella é uma pequena esfera magnetizada usada como modelo para representar a Terra, provavelmente inventada pelo inglês William Gilbert durante suas investigações sobre o magnetismo e desenvolvida 300 anos mais tarde pelo cientista norueguês Kristian Birkeland ao investigar a aurora. Terrella em latim significa pequena terra.
A Terrela foi o mais notável experimento de William Gilbert, em geomagnetismo, que era uma esfera de material magnético. Ele utilizou um instrumento chamado "Versorium" que é uma delicada agulha magnética capaz de mover-se livremente em todas as direções, quando colocado próximo a Terrela.